# آلکس نیول
آلکس نیول (به انگلیسی: Alex Newell) (متولد ۲۰ اوت ۱۹۹۲) بازیگر و خواننده آمریکایی است. علت شهرت وی بازی در سریال گلی و در نقش وید آدامز است. وی از طریق شرکت در پروژه گلی موفق به شرکت در این سریال شده است.